# Pegoplata valentinae
Pegoplata valentinae är en tvåvingeart som först beskrevs av Ackland 1971.  Pegoplata valentinae ingår i släktet Pegoplata och familjen blomsterflugor. Inga underarter finns listade i Catalogue of Life.